# Chinique
Chinique è un comune del Guatemala facente parte del dipartimento di Quiché.